# Wuppertal (Schiff, 1936)
Die für die Hapag gebaute Wuppertal war das weltweit erste große Frachtschiff mit dieselelektrischem Antrieb. Sie wurde im Australiendienst eingesetzt.
1940 von den Niederlanden in Padang (Indonesien) beschlagnahmt wurde das Schiff unter den Namen Noesaniwi (ab 1940) und Kertosono (ab 1946) noch bis 1961 unter niederländischer Flagge eingesetzt.

## Technik
Obwohl deutsche Werften in den Jahren 1933 bis 1939 eine Vielzahl moderner Handelsschiffe für deutsche und ausländische Reedereien bauten, erhielt die Hapag in dieser Zeit nur sehr wenige neue Schiffe. Das erste im Auftrag der Hapag gebaute Frachtschiff in dieser Zeit war die 1936 fertiggestellte Wuppertal. Dieser neukonstruierte Stückgutfrachter war der erste große Frachter mit einer dieselelektrischen Antriebsanlage. Das System bestand aus drei Dieselmotoren mit einer Gesamtleistung von 7.800 PSe mit angekuppelten Generatoren und einem Elektro-Hauptmotor mit 6.800 Wellen-PS. Der Grundgedanke des Antriebs war der, dass auf Ballastreisen nur zwei Motoren zur Erzielung der nötigen Geschwindigkeit ausreichten, während am dritten Motor Wartungs- und Reparaturarbeiten durchgeführt werden konnten. Ein weiterer Vorteil lag in der gleichmäßigeren Beanspruchung der immer in eine Richtung und mit konstanter Drehzahl arbeitenden Motoren begründet. Die ansonsten nötige Schraubenwelle vom Motor zum Propeller konnte ebenfalls eingespart werden. Auch die elektrische Bordversorgung konnte über den Hauptmotor entnommen werden. Die Nachteile des Mehrverbrauchs durch die kleineren Motoren und des Leistungsverlustes durch die elektrische Übertragung hielt man, unter anderem, durch die Verwendung von Synchronmotoren in Grenzen.

## Geschichte
Das Stückgutschiff Wuppertal wurde 1936 von der Deutschen Werft, Hamburg-Finkenwerder im Auftrag der Hamburg-Amerikanische Packetfahrt-Actien-Gesellschaft (Hapag) gebaut. Der Stapellauf unter der Baunummer 173 erfolgte am 17. September 1936. Am 26. November 1936 folgte die Ablieferung des Schiffs an die meist Hamburg-Amerika-Linie genannte Reederei. Wenige Tage später trat die Wuppertal ihre Jungfernreise nach Australien an. Nach den ersten Reisen zeigte sich, dass die Ingenieure mit dem Konzept der Wuppertal richtig gelegen hatten.  Werft und Reederei waren mit dem neuen Antriebssystem vollauf  zufrieden.
Zu Beginn des Zweiten Weltkriegs wurde das Schiff in Padang, Indonesien aufgelegt und dort am 10. Mai 1940 von der niederländischen Regierung konfisziert, in Noesaniwi umgetauft und unter niederländischer Flagge für die Stoomvaart Maatschappij „Nederland“ wieder in Betrieb genommen.
Nach Kriegsende blieb der Frachter unter holländischer Flagge, wurde 1946 vom Rotterdamsche Lloyd angekauft und unter dem neuen Namen Kertosono in Fahrt gebracht.
Nach einem Brand an Bord in Hongkong wurde die ehemalige Wuppertal ab dem 30. März 1961 schließlich in Kure, Japan, abgewrackt.